# Cedar Creek
Cedar Creek is een plaats (village) in de Amerikaanse staat Nebraska, en valt bestuurlijk gezien onder Cass County.

## Demografie
Bij de volkstelling in 2000 werd het aantal inwoners vastgesteld op 396.
In 2006 is het aantal inwoners door het United States Census Bureau geschat op 409, een stijging van 13 (3,3%).

## Geografie
Volgens het United States Census Bureau beslaat de plaats een oppervlakte van
2,8 km², waarvan 1,8 km² land en 1,0 km² water. Cedar Creek ligt op ongeveer 311 m boven zeeniveau.

## Plaatsen in de nabije omgeving
De onderstaande figuur toont nabijgelegen plaatsen in een straal van 16 km rond Cedar Creek.